# Odznaka Skarbu Narodowego Rzeczypospolitej Polskiej
Odznaka Skarbu Narodowego Rzeczypospolitej Polskiej, skr. Odznaka Skarbu Narodowego R. P., w literaturze Medal Skarbu Narodowego – polskie resortowe odznaczenie cywilne w formie odznaki, nadawanej przez Komisję Główną Skarbu Narodowego RP za szczególne zasługi w zakresie świadczeń i pracy na rzecz Skarbu Narodowego RP.

## Ustanowienie i zasady nadawania
Odznaka ustanowiona została dekretem Prezydenta RP na obczyźnie Augusta Zaleskiego z dnia 4 lutego 1959 o Skarbie Narodowym Rzeczypospolitej Polskiej i wprowadzona w 1967 w celach propagandowych – dla odznaczania stałych płatników Skarbu Narodowego. Mogła być nadawana zarówno osobom fizycznym, jak i instytucjom i stowarzyszeniom za działalność w charakterze zbiorowego płatnika, ofiarodawcy lub działacza Skarbu Narodowego. Mogła być również nadawana pośmiertnie. Odznaczony otrzymywał dyplom, natomiast medale odznaki wydawane były na jego koszt. Odznakę nosiło się po polskich odznaczeniach państwowych, najpierw złotą, później srebrną, a po niej brązową, a przed odznaczeniami zagranicznymi. Odznaka mogła być nadawana przez Komisję Główną Skarbu Narodowego RP z własnej inicjatywy lub na wniosek właściwej komisji, komitetu lub delegata tegoż.
Odznaka formalnie nigdy nie została zniesiona, jednakże dekretem Prezydenta RP na obczyźnie Ryszarda Kaczorowskiego z dnia 20 grudnia 1990 zlikwidowany został Skarb Narodowy.

## Opis odznaki
Odznaka miała kształt medalu o średnicy 38 mm, wykonanego z brązu patynowanego, posrebrzanego lub pozłacanego w zależności od stopnia. W otoku umieszczono napis SKARB NARODOWY, a w środku medalu litery RP. Poniżej liter RP grawerowano wiązkę liści laurowych. Na stronie odwrotnej medalu znajdował się napis w poziomych liniach ZA SZCZEGÓLNE ZASŁUGI DLA SKARBU NARODOWEGO R.P., w otoku prawej i lewej stronie napisu – po jednej gałązce laurowej, a pod nimi w otoku 1950–X–1960. Odznaka była zawieszana na wstążce z jedwabnej mory szerokości 32 mm z paskami na przemian siedmioma czerwonymi o szerokości 2 mm, i sześcioma białymi o szerokości 3 mm. Kolejne nadawania oznaczane były poprzecznymi metalowymi okuciami.

## Podział odznaczenia
Odznaka nadawana była w trzech rangach:
- brązowa – za świadczenie na Skarb Narodowy przez łączny okres co najmniej trzech lat,
- srebrna – za świadczenie przez kolejne pięć lat,
- złota – za świadczenie przez kolejne pięć lat.

Okresy te skracane były do połowy za działalność w strukturach Skarbu Narodowego. Złota odznaka mogła być nadawana wielokrotnie po dalszych okresach trzyletnich. Nadto osobom, które przyczyniły się do rozwoju Skarbu Narodowego pracą organizacyjną lub świadczyły jednorazowo kwotę o równowartości co najmniej 500 dolarów, można było nadać odznakę złotą z pominięciem ww. okresów, a także nadać odznakę wielokrotnie.